# Melitaea graeciformis
Melitaea graeciformis är en fjärilsart som beskrevs av Ruggero Verity 1916. Melitaea graeciformis ingår i släktet Melitaea och familjen praktfjärilar. Inga underarter finns listade i Catalogue of Life.